# 蚁蚂吐河
伊玛图河，位于中华人民共和国河北省北部，是伊逊河右岸支流。源流称燕格柏河，发源于承德市围场满族蒙古族自治县燕格柏乡天桥村东西北大骡马沟，蜿蜒向南偏东流，流经燕格柏乡、半截塔镇、下伙房乡、隆化县西阿超满族蒙古族乡、步古沟镇、白虎沟满族蒙古族乡、八达营蒙古族乡、蓝旗镇等地，于隆化县城西南郊隆化镇山咀村以南汇入伊逊河。河长137千米，流域面积2434.9平方千米，年均径流量0.59亿立方米。